# Max Dale Cooper
Max Dale Cooper, född 28 augusti 1933 i i Hazlehurst i Mississippi i USA, är en amerikansk immunolog. Han är professor i patologi och laboratoriemedicin på Emory University i Druid Hills, en förort till Atlanta i Georgia.
Max Dale Cooper växte upp i en familj, där bägge föräldrarna var lärare, i Bentonia i Mississippi. Han utbildade sig till läkare först på University of Mississippi i Oxford och därefter på Tulane University School of Medicine i New Orleans i Louisiana. Han disputerade på Tulane University 1957.
Han fick Laskerpriset för medicinsk grundforskning 2019 tillsammans med Jacques Miller.
Max Dale Cooper är gift och har en dotter och tre söner.